# Skå-Edeby flygfält
Skå-Edeby Flygfält (ESSE, Skå Flygplats) är ett flygfält på Färingsö i Ekerö kommun. Flygfältet invigdes 1942. Under 1950-talet utreddes frågan om Skå-Edeby skulle bli Stockholms nya storflygplats. Området förvärvades 1940 av Stockholms stad, och stod ursprungligen under Stockholms stads Flyghamnsstyrelses regi. Staden sålde marken 2009 till Ekerö kommun.

## Historik
Flygfältets historia går tillbaka till 1937 med en civilflygutredning och betänkande med förslag om statliga åtgärder för stödjande av privatflygningens utveckling i Sverige. Med i utredningen fanns också en plan för att anlägga en flygplats på Färingsö. År 1940 förvärvade Stockholms stad området, anläggningsarbetena kom igång 1941 och flygfältet invigdes 1942. Eftersom det var andra världskriget med beredskapsår i Sverige användes flygplatsen som reservfält för huvudstadens försvar.

### Planerad storflygplats Skå-Edeby

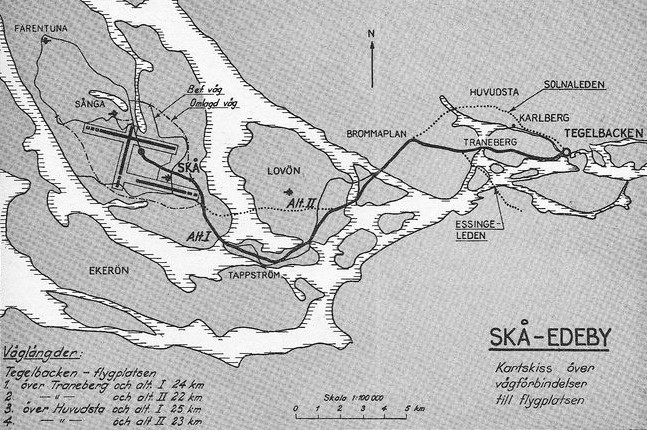
Utredning Skå-Edeby Flygplats 1957, olika resvägars längd, mätt från Tegelbacken.

På 1950-talet utreddes frågan om en storflygplats på Skå som ett alternativ till Halmsjöbanan (som sedermera blev Arlanda flygplats). Den 20 oktober 1956 tillsattes en kommitté av Gustaf VI Adolf och den 9 januari 1957 lämnade den sitt betänkande. Flygplatskommittén under dess ordförande Åke Rusck kom fram till bland annat att:
- Skå-Edeby är bättre än Halmsjöbanan och erbjuder inga hinder ur byggteknisk synpunkt, vilket tidigare antagits.
- Skå kostar 25 miljoner kronor mer än Halmsjön, men SAS årliga kostnadsbesparingar vid Skå beräknas 1965 uppgå till 9,5 miljoner kronor och stiger därefter i takt med trafikökningen.
- Skå kan färdigställas till 1960 med 2 000 meter av huvudbanan, provisorisk stationsbyggnad, erforderliga hangar- och stationsbyggnader.
- Resvägarna till och från Skå blir betydligt kortare än vid Halmsjön (över Traneberg 22 kilometer, över Huvudsta 23 kilometer)
- SAS är berett att flytta över sin verksamhet till Skå-Edeby men ej till Halmsjön.
- Ur bullersynpunkt medför Skå ett mindre problem.
- Halmsjöns befintliga bana bör användas som sportflygfält.

Efter ytterligare utredningar vanns dragkampen mellan Skå-Edeby och Halmsjön slutligen av Halmsjön, delvis beroende på Skå-Edebys dåliga markförhållanden. Den 5 januari 1960 öppnades Arlanda för trafik och Halmsjöbanan kom efter ombyggnad senare att ingå i det som idag är bana 2:s taxibana på Arlanda. Sportflygfält blev det istället på Skå-Edeby.

### Försäljning
Dåvarande ägaren av området, Stockholms stads fastighetskontor lämnade i januari 2008 ett erbjudande till Ekerö kommun om förvärv av flygfältet. Efter förhandlingar har parterna enats om ett pris på 6,5 miljoner kronor.

## Dagens flygfält
Flygplatsen är ett gräsfält utan hårdgjorda ytor (asfalt eller betong) på start- och landningsstråk. På flygplatsen finns ett 800 × 50 meter stråk 11/29 (med start- och landningsriktningarna 110° för start österut när vinden blåser från öster, respektive 290° för start västerut mot västlig vind. Vidare finns ett korsande 650 × 65 meter stråk 03/21 med startriktningarna 030° respektive 210°. Anläggningen förfogar över en stor hangar och några mindre personal- och verkstadsbyggnader.
På fältet förekommer pilotutbildning, klubbflygning, flygning i samhällets tjänst för Frivilliga Flygkåren (FFK), sportflygning, veteran- och hembyggesflyg och ren rekreationsflygning samt ibland även ambulans- och polisflyg. På Skå-Edeby bedrivs också visst modellflyg. Skå Flygplatsförening har ett åttiotal medlemmar (2012).

## Bilder

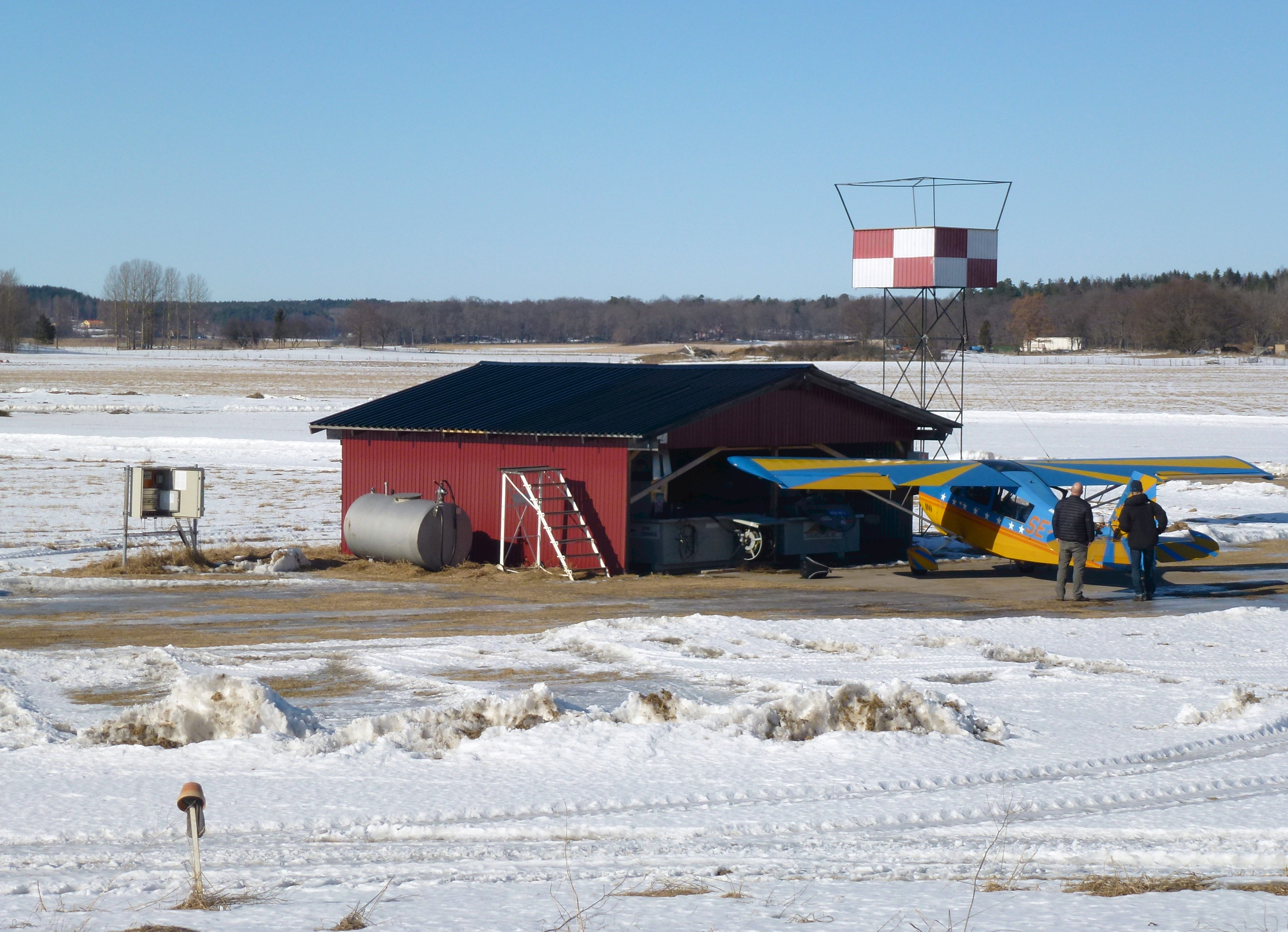
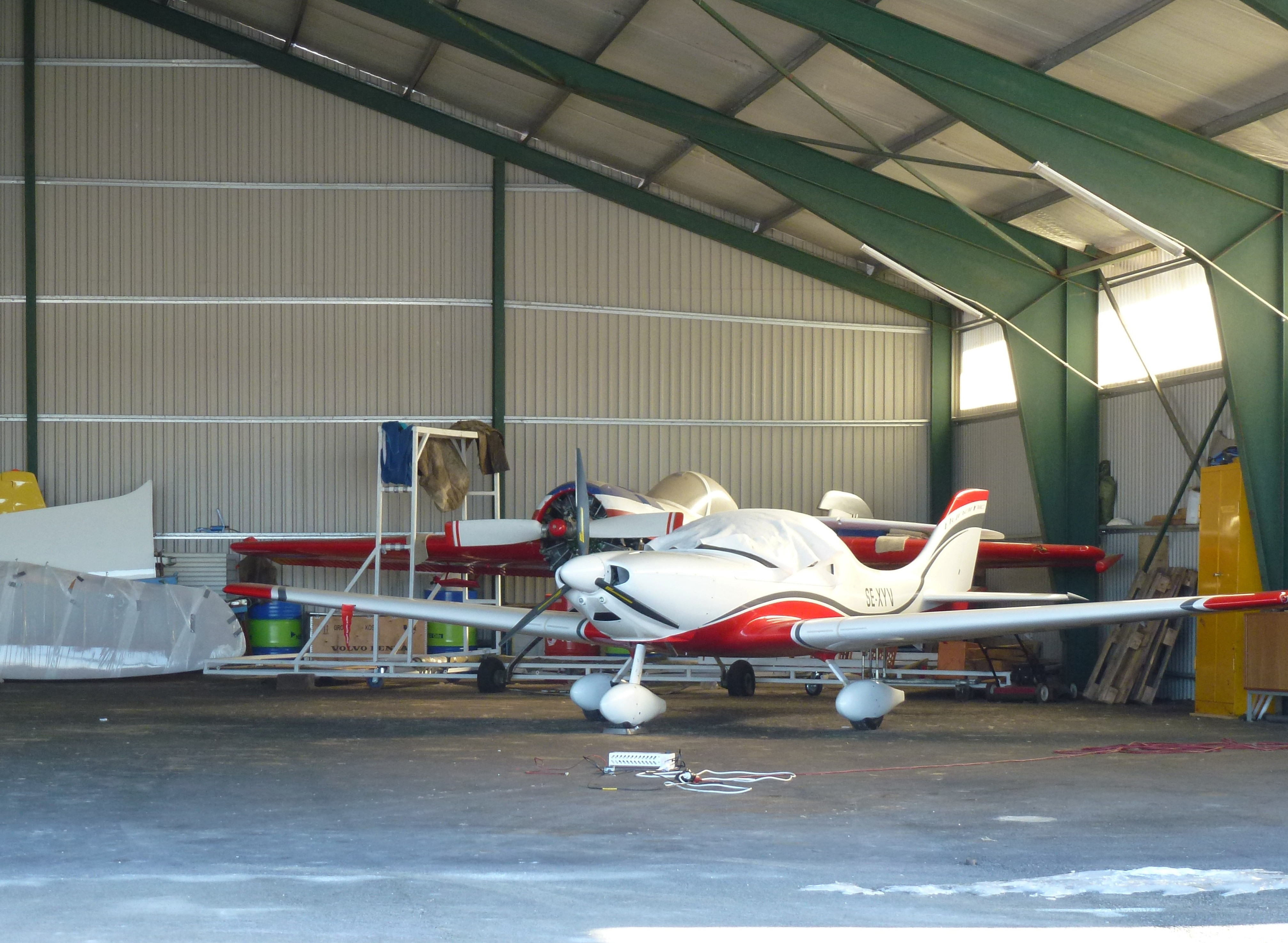
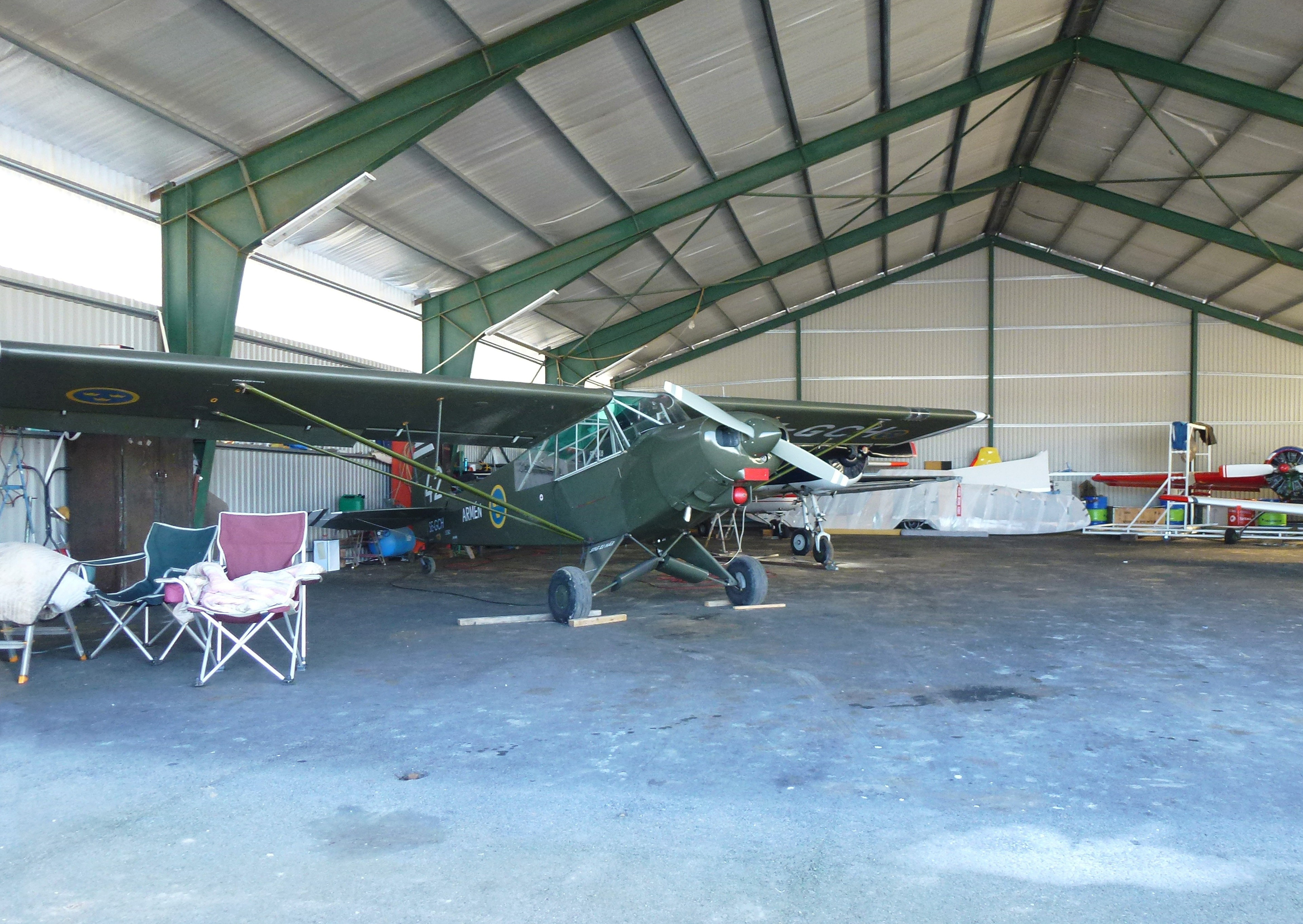
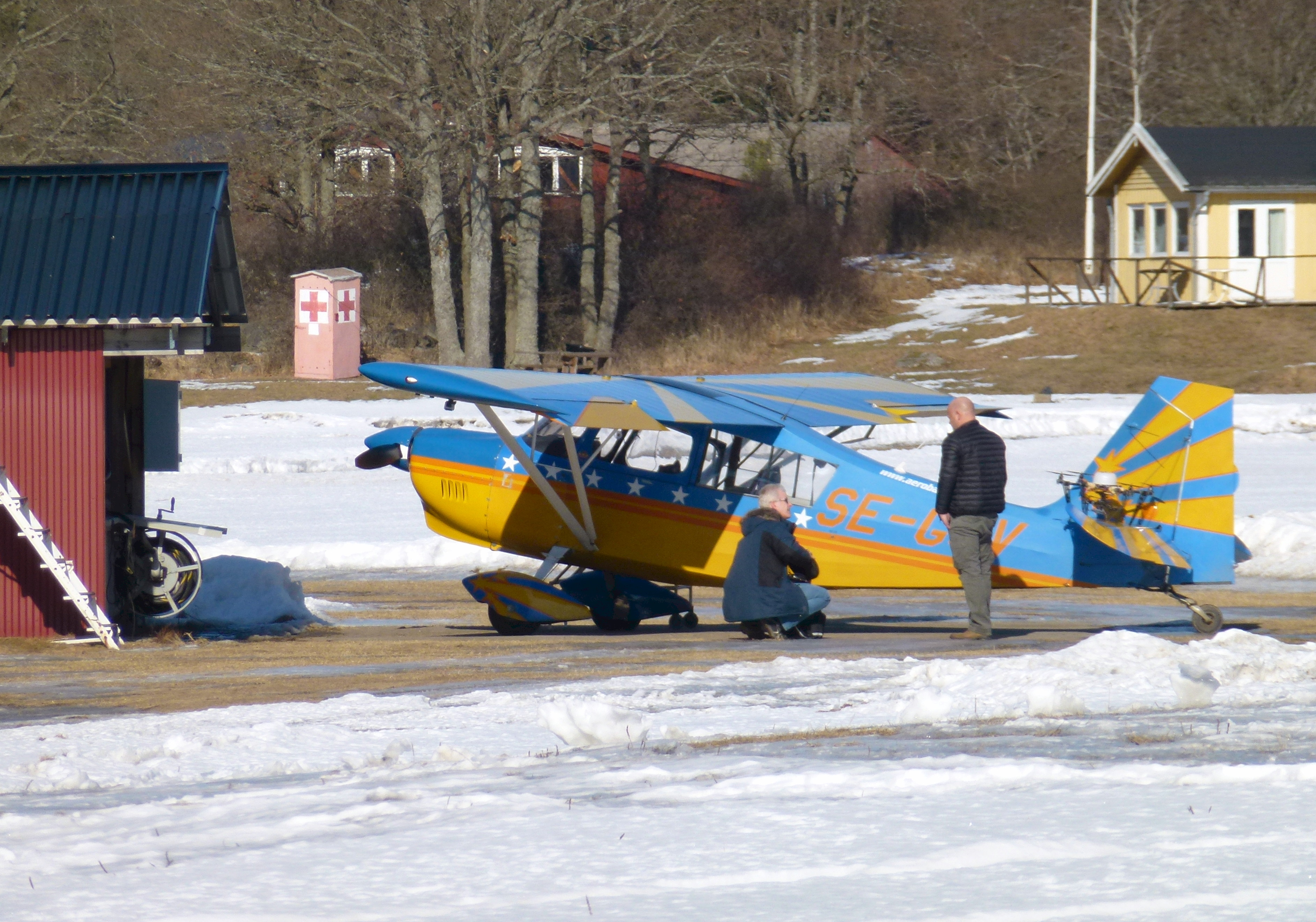